# 本特·伦德霍尔姆
本特·伦德霍尔姆（瑞典語：Bengt Lundholm，1955年8月4日—），瑞典男子冰球运动员，1971年开始职业生涯。他曾代表瑞典参加1980年冬季奥林匹克运动会冰球比赛，获得一枚铜牌。